# Pokončnica
Pokônčnica ( | ) je ločilo v obliki ravne pokončne črte od osnovnice do zgornje meje visokih črk.

## Raba
Pokončnica se rabi kot:
- stično za ločevanje zlogov (zo|bo|zdrav|nik),[2]
- nestično za ločevanje delov besedila (iz oblikovalskih razlogov na primer v osamosvojeni nogi dopisa namesto vejice, ki je levostično ločilo).[3]

Dve pokončnici se uporabljata tudi kot pokončni oklepaj (| |), zlasti v matematiki ali jezikoslovju.